# Reliéf (sochařství)
Reliéf (z ital. rilievo, vystouplý) je plastické výtvarné dílo, které vystupuje z plochy pozadí. Může být ornamentální nebo figurální a může sloužit k výzdobě staveb, pomníků, náhrobků, ale také uměleckých předmětů.

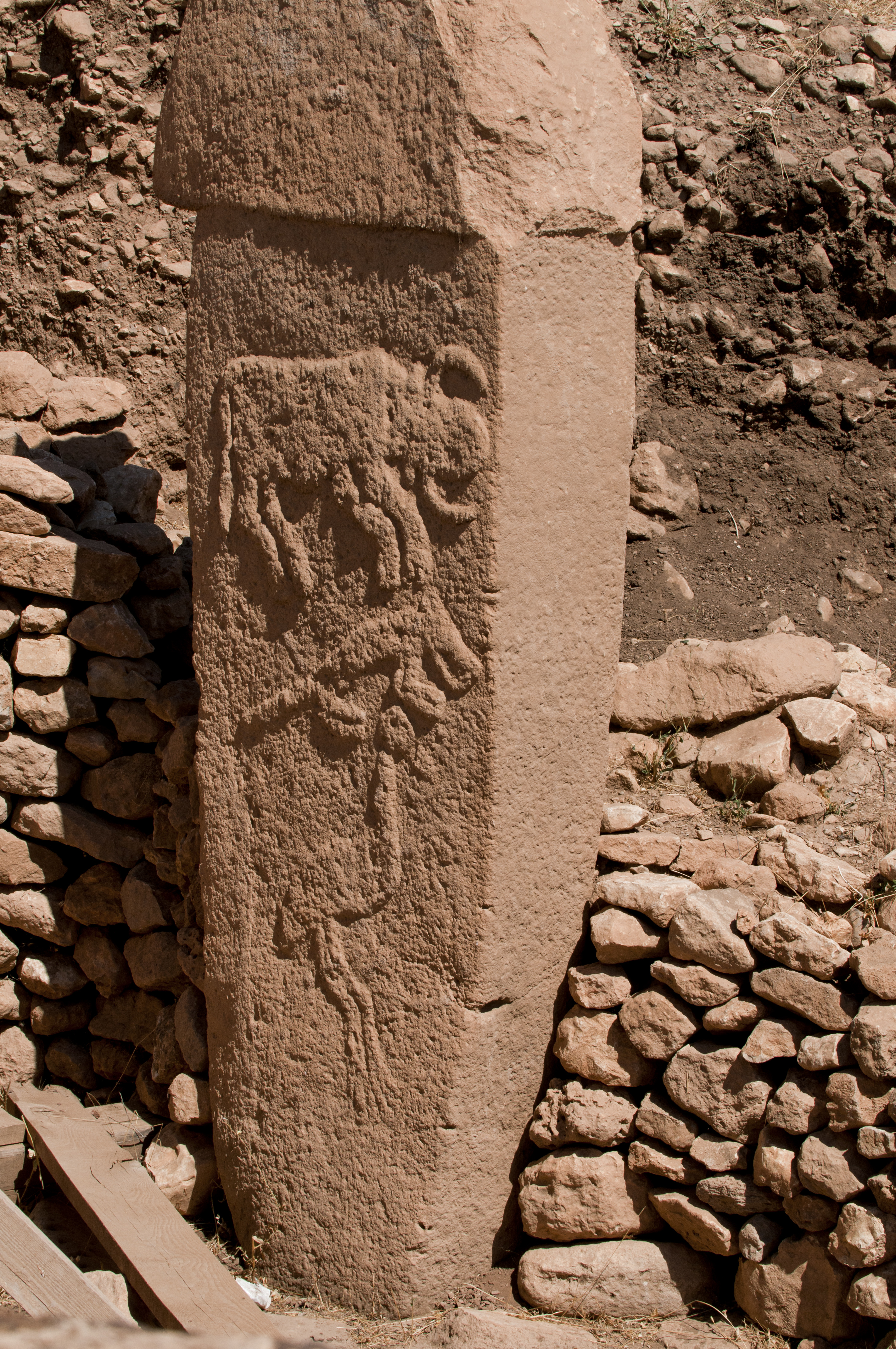
Reliéfy v Göbekli Tepe (Turecko, 10. tisíciletí př. n. l.

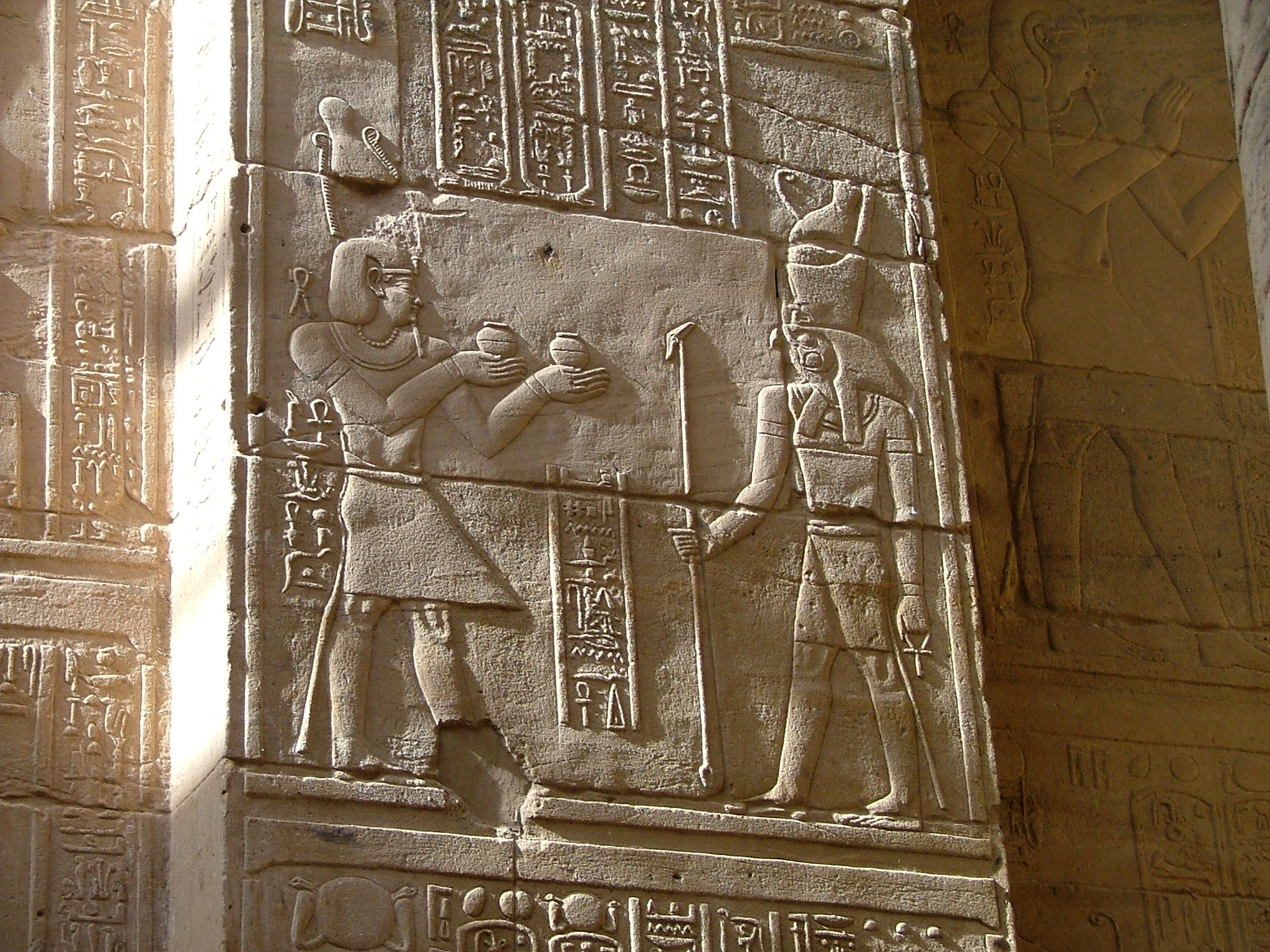
Bas-reliéfy v chrámu v Edfu (Egypt, 2. stol. př. n. l.

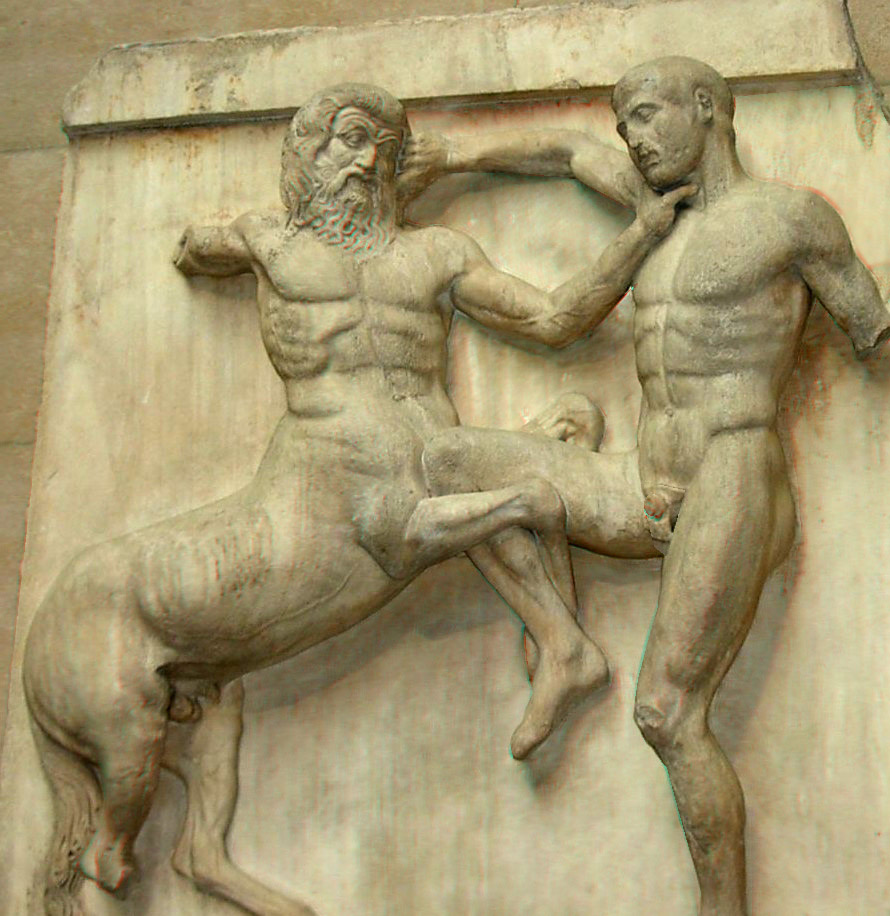
Feidiás, haut-reliéf Kentaura. Parthenon, kolem 450 př. n. l.

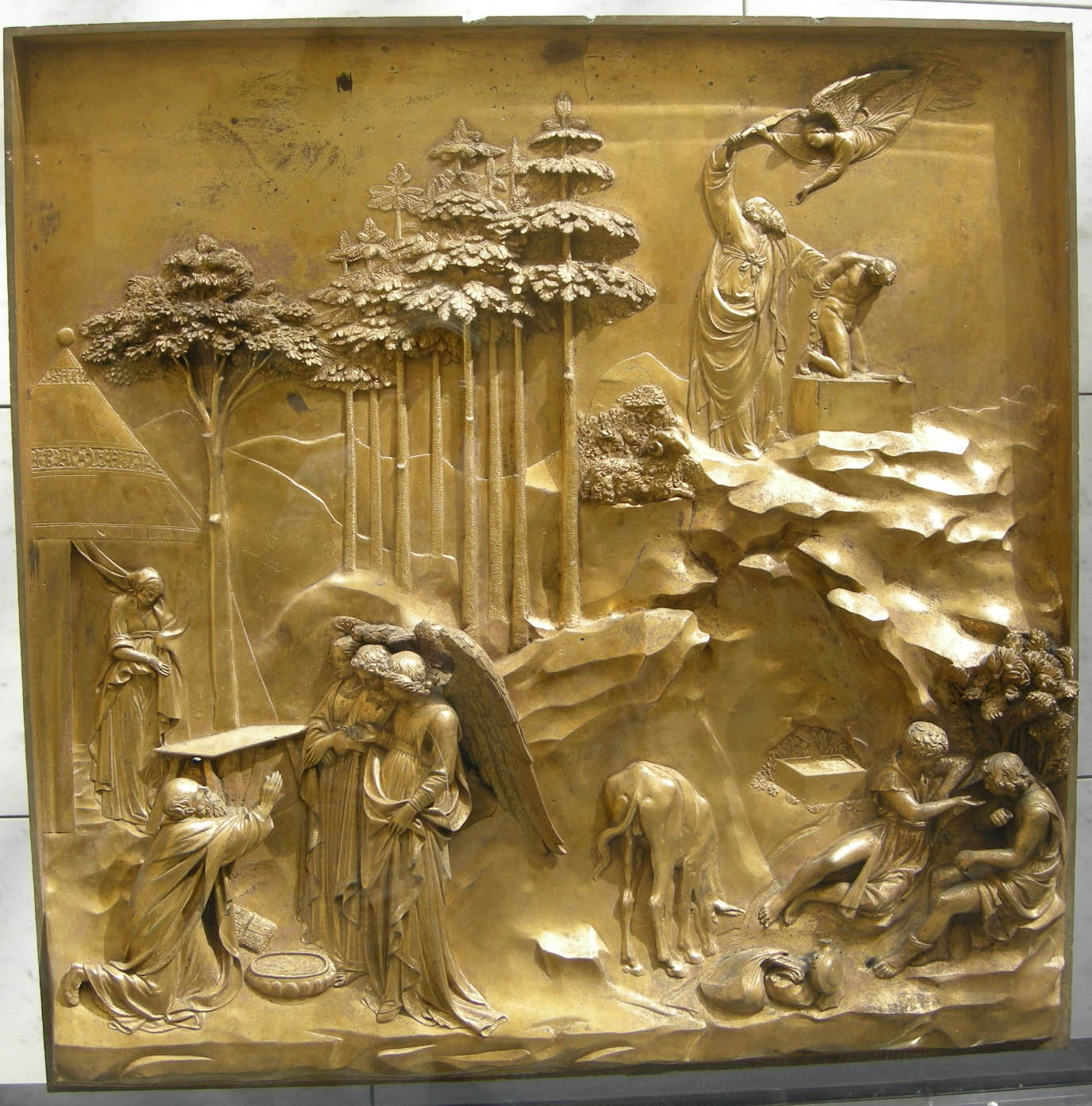
L. Ghiberti, Abraham, bronz (Zlatá brána, Florencie, kolem 1430)

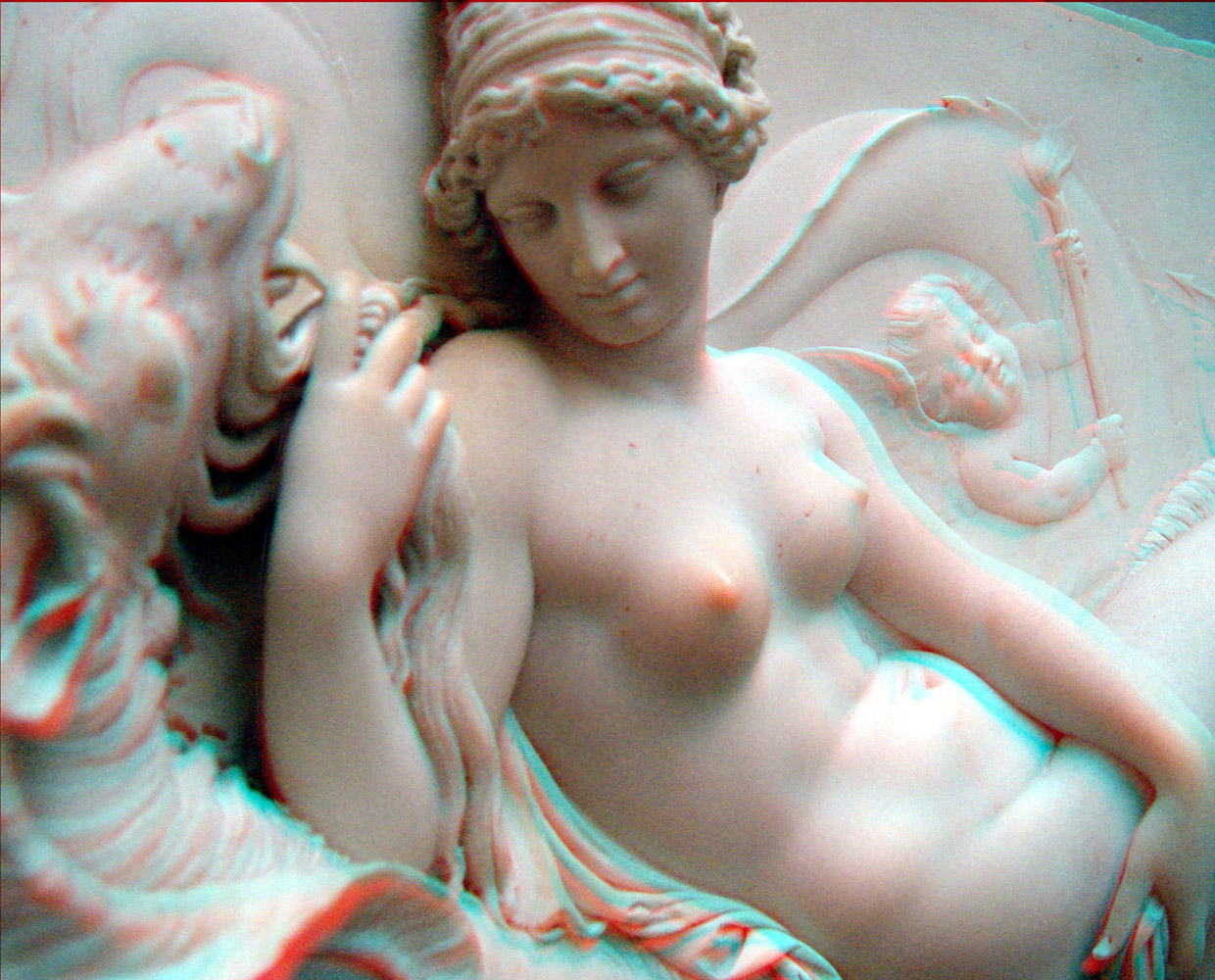
Mramorový haut-reliéf období klasicismu

## Popis
Reliéfy se dělají z kamene a štuku, z kovu, ze dřeva nebo slonoviny i z dalších materiálů. Podle toho, jak dalece je reliéf prostorový, se rozlišuje
- Bas-reliéf (nízký, plochý reliéf), kde se motiv od pozadí neodděluje. Nejběžnější druh reliéfu, hlavně na fasádách budov, na vnitřních stěnách a stropech, na náhrobních kamenech, ale také na plaketách, mincích a medailích.
- Haut-reliéf [ótreliéf] (vysoký reliéf), kde se například ruka nebo hlava postavy odděluje od pozadí, vystupuje do prostoru a je zpracována jako socha.
- Zahloubený reliéf, charakteristický pro staré egyptské sochařství: plastický motiv je zde ostře ohraničen zahloubením, takže nevystupuje nad rovinu pozadí.
- Kontra-reliéf či intaglie, kde je figura naopak vyhloubena v negativu. Vyskytuje se u broušeného skla a drahokamů (gemma).[2]

## Historie
Reliéf patří k nejstarším formám sochařství a vyskytuje se ve všech vyspělejších kulturách. Starověké reliéfy jsou obvykle kamenné, vzácněji kostěné, štukové nebo dřevěné.
Jedním z vrcholů starověkého reliéfního sochařství patří egyptské reliéfy a reliéfní nápisy, které zdobí stěny chrámů a hrobek. Jsou většinou ploché (bas-reliéf) nebo zahloubené. Zahloubené reliéfy se používaly hlavně v amarnském období a později (například Ramesse II.), protože umožňují je vytvářet na již existující stavbu.
Jinou povahu mají realističtější řecké reliéfy, ploché i vysoké. Nejznámější jsou Feidiovy římsy a metopy z Parthenonu v Athénách. Styl řeckého reliéfu pak pokračuje v římském umění, na náhrobcích, vítězných sloupech a bránách i v raně křesťanském umění. V byzantské oblasti se rozšířily drobné reliéfy ze slonoviny, velmi ceněné až do středověku.
Do středověkého umění vstupuje kamenný reliéf v rané gotice, při výzdobě francouzských katedrál (Chartres, Amiens). Postavy a výjevy jsou více stylizované a přizpůsobují se tvarům staveb, portálů, náhrobků a medailonů. Velký rozkvět reliéfního umění nastal v italské renesanci, kdy se i monumentální stavby zpravidla omítají. Vedle kamenných a mramorových se vyskytují také reliéfy štukové a keramické. V barokním umění se reliéf stává služebnou částí chrámové architektury a hojně se používá i v palácích a zámcích, jak na fasádách, tak vnitřních stěnách a stropech, klenutých i plochých.
V období klasicismu se odděluje na jedné straně spíše strohý bas-reliéf od volně stojící sochy. V historizující městské zástavbě druhé poloviny 19. století se plastická výzdoba fasád stává masovou módou a prefabrikované sádrové a štukové odlitky se na fasády prostě přilepují. V secesním umění se vrací plochý figurální reliéf, často inspirovaný starověkými vzory a od 30. let 20. století se prosazuje funkcionalistická architektura hladkých geometrických tvarů bez plastické výzdoby.

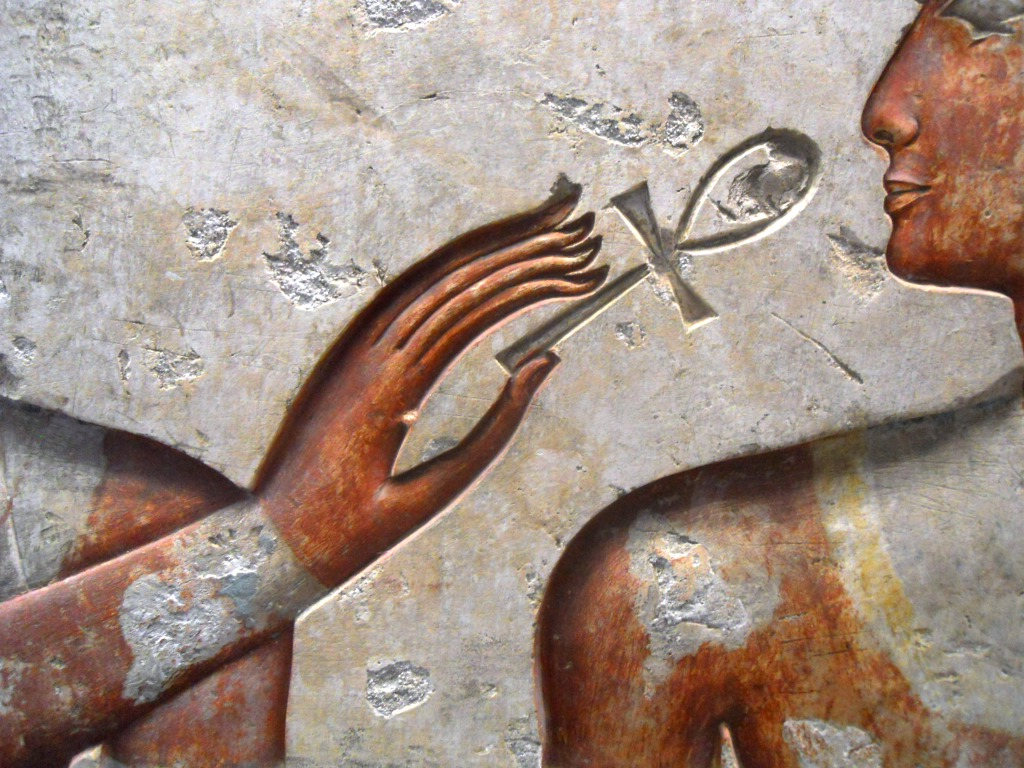
Ramses II. mezi bohy, detail (zahloubený reliéf, Louvre)
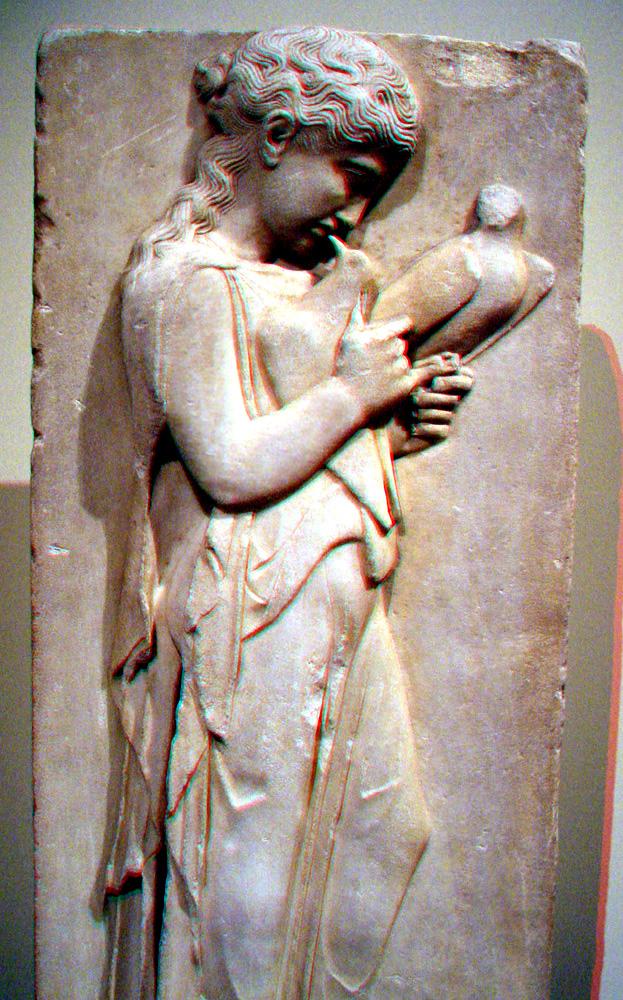
Dívka s holubicí, Řecko (bas-reliéf)
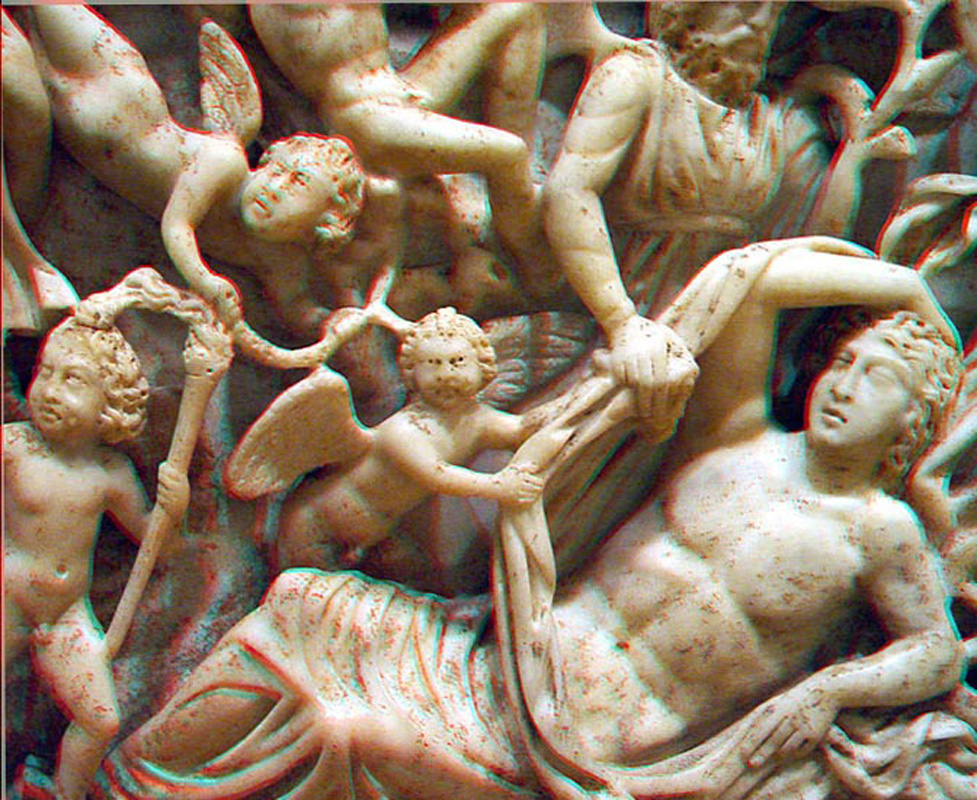
Pozdně římský vysoký reliéf
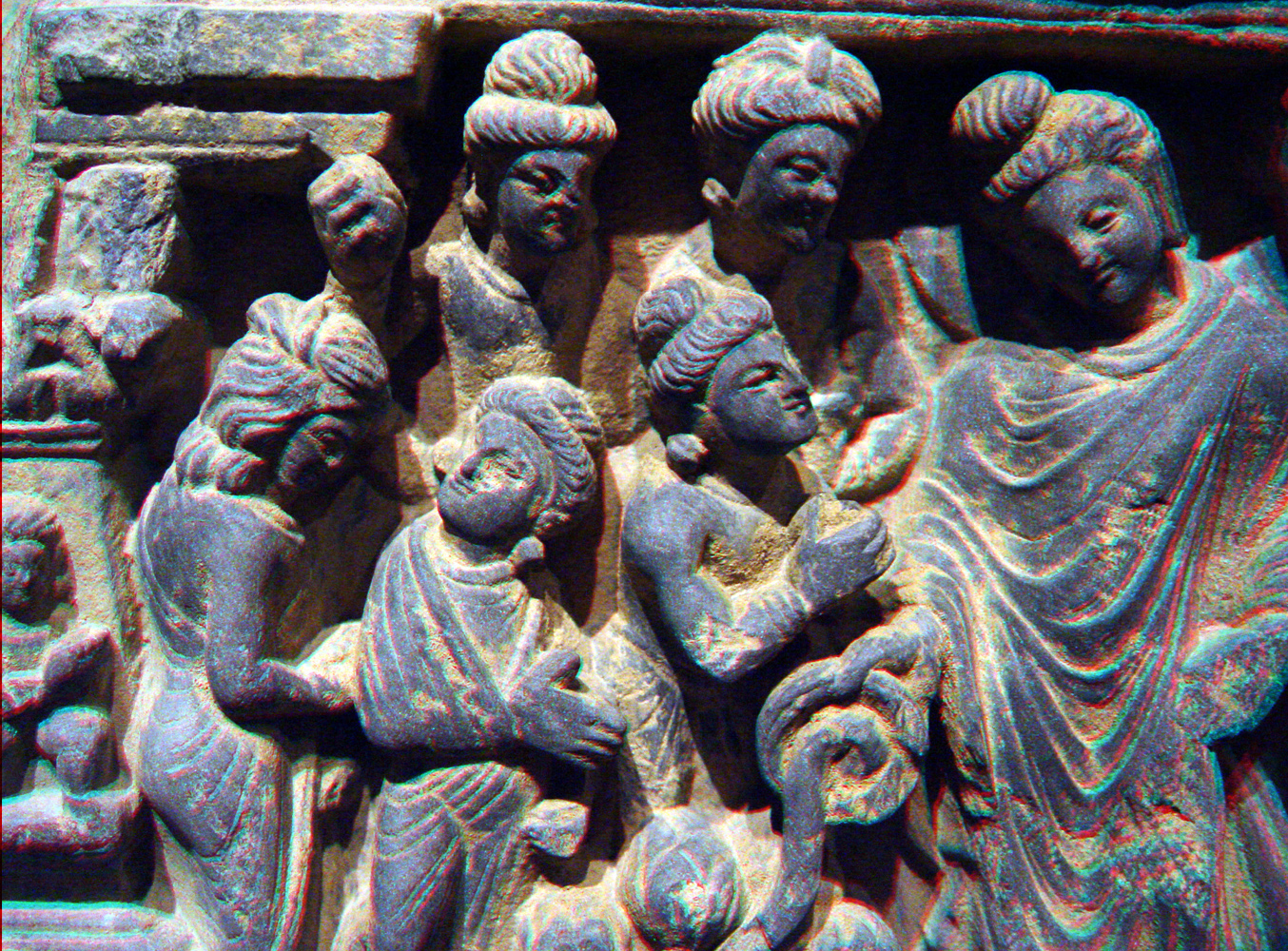
Indický buddhistický reliéf
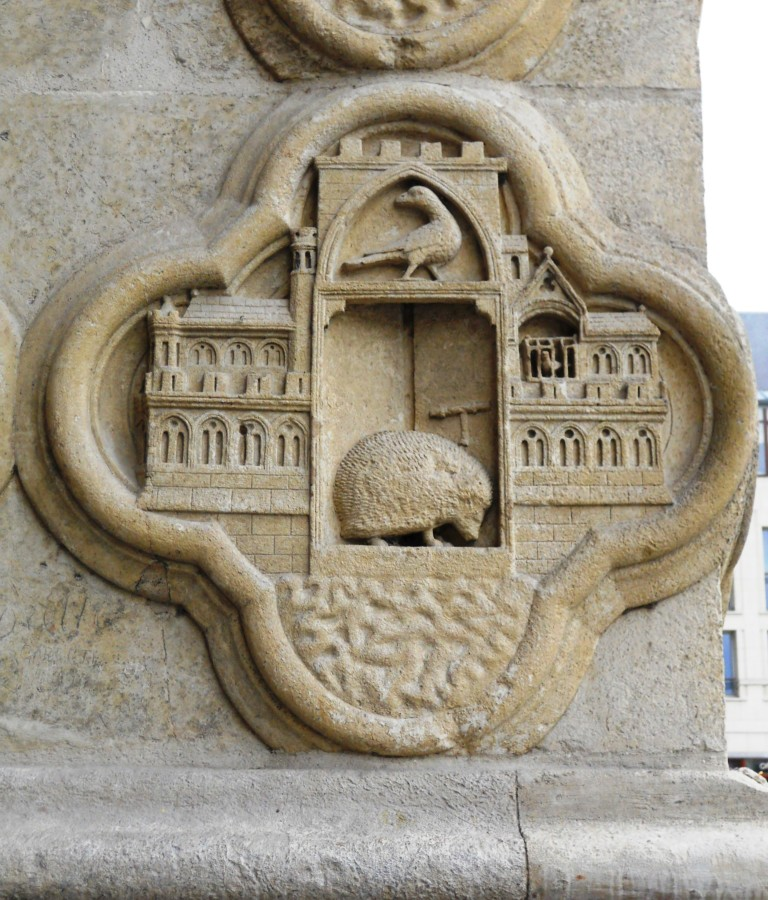
Amiens, katedrála, medailon na západním průčelí (bas-reliéf, kolem 1150)
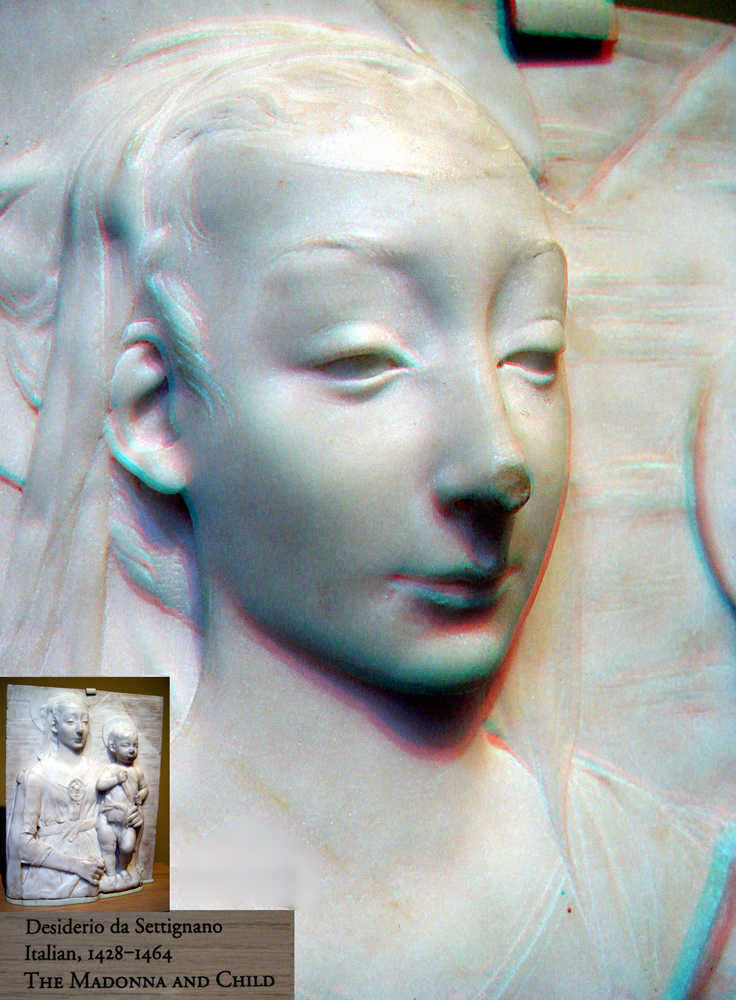
D. da Settignano, Hlava Madony, detail (bas-reliéf, kolem 1550)
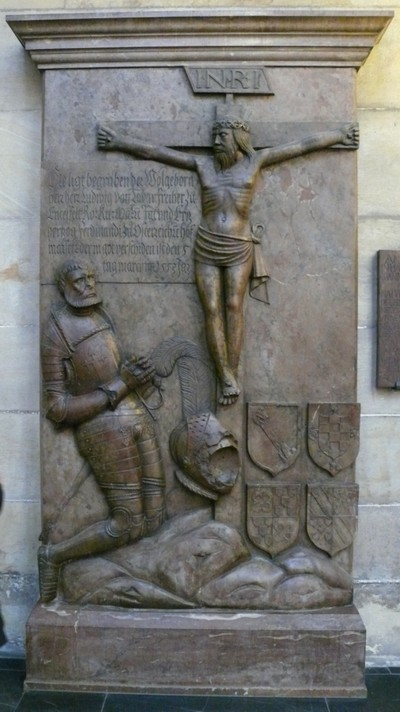
Náhrobní kámen v chrámu sv. Víta (bas-reliéf, 1553)
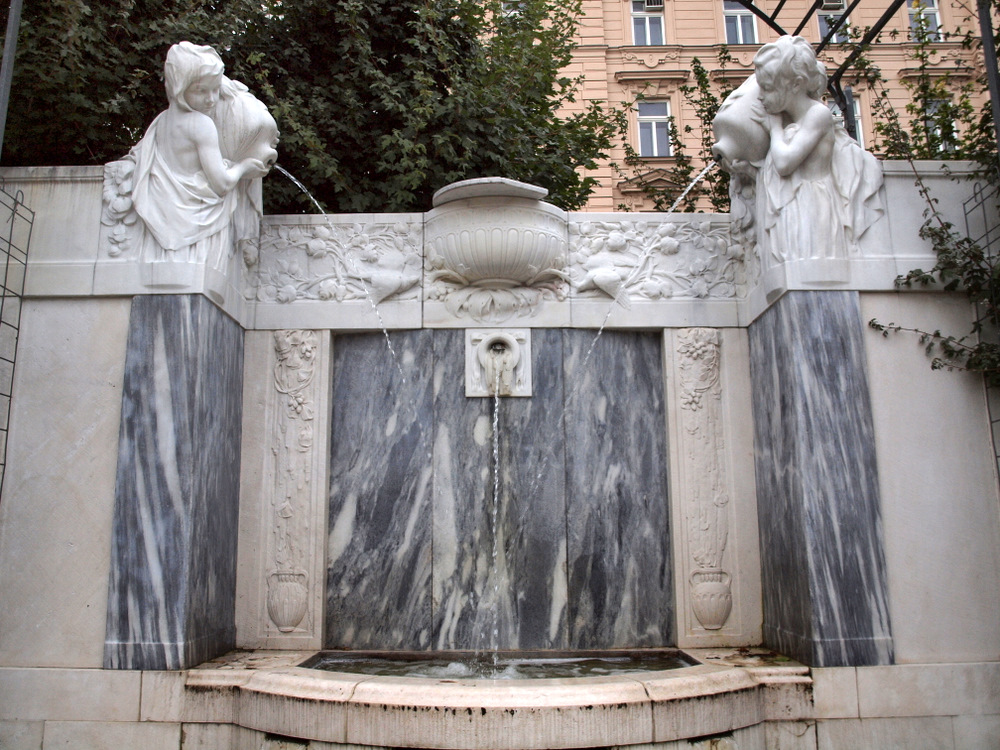
Secesní kašna ve Vídni (F. Ohmann, 1907)
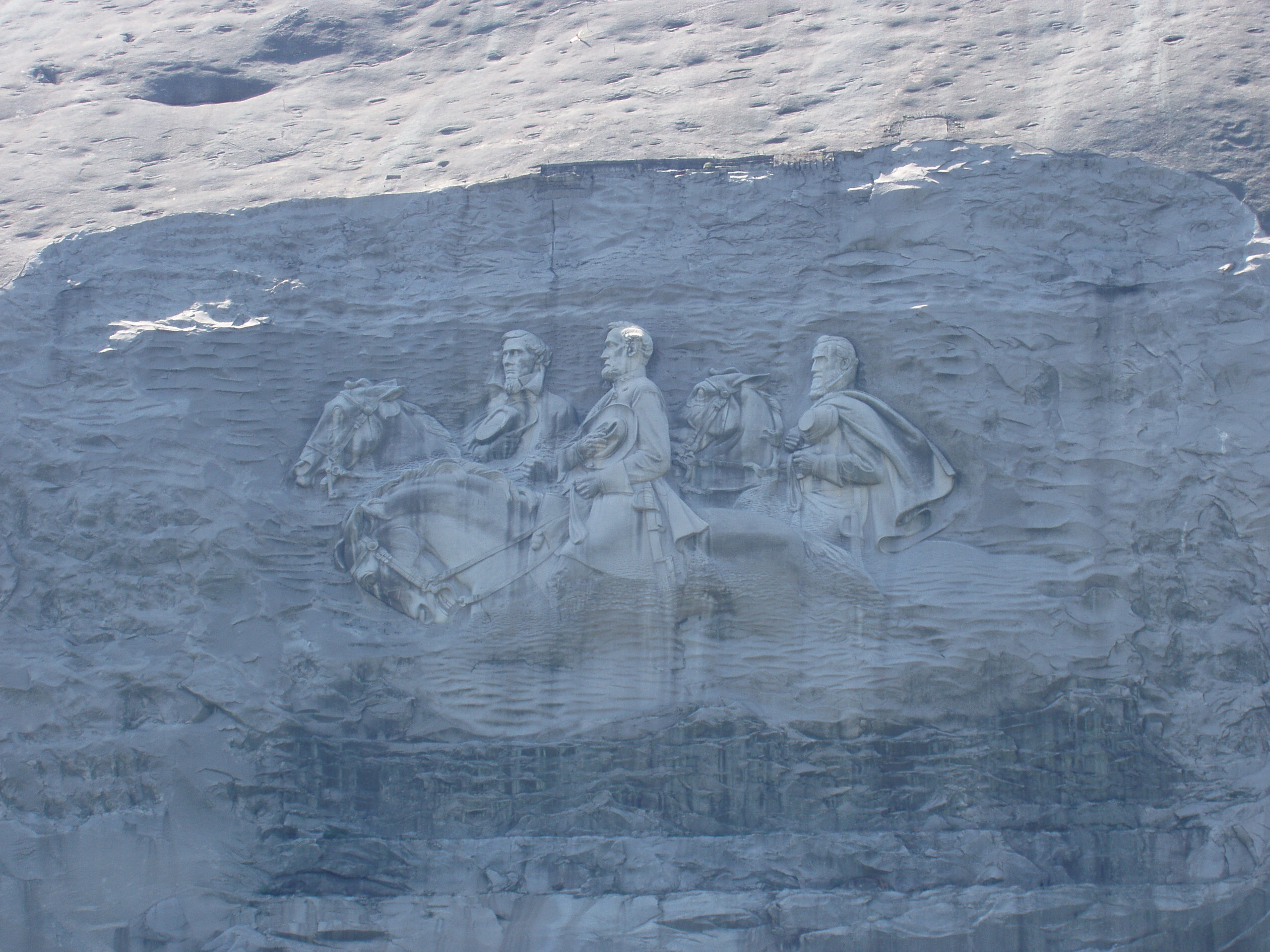
Největší plochý reliéf na světě, na stěně Stone Mountain. Znázorňuje tři osobnosti Konfederace: Roberta E. Lee, Thomase J. Jacksona a Jeffersona Davise.